# Ovince Saint Preux
Ovince Saint Preux (født 8. april 1983 i Immokalee, Florida i USA) er en haitisk-amerikansk professionel MMA-udøver, der konkurrerer i light heavyweight-divsionen i UFC . Saint Preux, der har været professionel kæmper siden 2008, har også tidligere konkurreret i Strikeforce, XFC og Shark Fights. Han er kendt for sin akavede kampstil og har vundet anseelse og berygtethed for at have vundet flere kampe ved hjælp af den sjældne Von Flue choke submission.  Han er i Danmark mest kendt for at have besejret Michał Oleksiejczuk den 28. september 2019 på UFC på ESPN + 18 i København.   

## Strikeforce
I juni 2010 underskrev Saint Preux en aftale med flere kampe med Strikeforce.  Hans debutkamp var mod Chris Hawk på Strikeforce: Nashville, som han vandt via TKO (slag) i den første omgang.

## Ultimate Fighting Championship

### 2013
I januar 2013 blev Strikeforce-organisationen lukket af sit moderselskab Zuffa og et flertal af Strikeforce-kæmpere blev overført til Ultimate Fighting Championship.

### 2015
Saint Preux stod overfor Patrick Cummins den 18. april 2015 på UFC på Fox 15 .  Han vandt kampen via knockout i første omgang. 
Saint Preux stod overfor Glover Teixeira den 8. august 2015 på UFC Fight Night 73 .  Han tabte kampen via submission i tredje omgang.  Begge deltagere blev tildelt Fight of the Night- prisen. 

### 2018
Saint Preux forventedes at møde Ilir Latifi den 27. januar 2018 på UFC på Fox 27 .  Latifi blev imidlertid såret under en træningssession, og han blev tvunget til at trække sig ud af kampen.  Som et resultat blev kampen annulleret.  Kampen blev ombooket og fandt sted den 24. februar 2018 på UFC på Fox 28 .  Saint Preux tabte kampen via teknisk submission i første runde. 
Saint Preux stod overfor Tyson Pedro den 23. juni 2018 på UFC Fight Night 132 .  Han vandt kampen via submission i første omgang.  Denne sejr tildelte ham Award of the Night- prisen. 
Saint Preux stod overfor Dominick Reyes den 6. oktober 2018 på UFC 229 .  Han tabte kampen via enstemmig afgørelse. 

### 2019
Saint Preux stod overfor Nikita Krylov i en rematch den 13. april 2019 på UFC 236.  Han tabte kampen via rear-naked-choke submission i 2. omgang. 
Saint Preux mødte Michał Oleksiejczuk den 28. september 2019 på UFC på ESPN + 18 i København.  Han vandt kampen via Von Flue choke submission i anden omgang.  Sejren tildelte ligeledes Saint Preux hans sjette Performance of the Night- bonuspris. 
Saint Preux er planlagt til at møde Ryan Spann den 8. februar 2020 på UFC 247. 

## Mesterskaber og præstationer

### MMA
- Ultimate Fighting Championship
  - Performance of the Night (6 gange) vs. Nikita Krylov, Maurício Rua, Yushin Okami, Corey Anderson, Tyson Pedro, and Michał Oleksiejczuk performance (seks gange) vs. Nikita Krylov, Maurício Rua, Yushin Okami, Corey Anderson, Tyson Pedro, and Michał Oleksiejczuk [18] [4]
  - Fight of the Night (1 gang) vs. Glover Teixeira
  - De fleste Von Flue-choke-sejre i UFC-historien (4)
  - Uafgjort (med Jon Jones, Glover Teixeira og Misha Cirkunov ) for de fleste submission-sejre i UFC Light Heavyweight divisionshistorien (5)
  - Uafgjort (med Jon Jones og Glover Teixeira) for flest sejre i UFC's light heavyweight divisionshistorien (10)
- MMAJunkie.com
  - 2015 April Knockout of the Month vs. Patrick Cummins[24]
  - 2019 September Submission of the Month vs. Michał Oleksiejczuk [25]